# رودريغو فابري
رودريغو فابري (Rodrigo Fabri) (15 يناير 1976 في سانت أندري في البرازيل – )؛ هو لاعب كرة قدم كان يلعب كلاعب وسط. يلعب مع منتخب البرازيل لكرة القدم منذ عام 1996.

## وصلات خارجية
- رودريغو فابري على موقع قاعدة بيانات كرة القدم.إي يو (الإنجليزية)
- رودريغو فابري على موقع ناشيونال فوتبول تيمز (الإنجليزية)
- رودريغو فابري على موقع Soccerway.com (الإنجليزية)